# Phytomyza trivittata
Phytomyza trivittata är en tvåvingeart som beskrevs av Frost 1924. Phytomyza trivittata ingår i släktet Phytomyza och familjen minerarflugor. Inga underarter finns listade i Catalogue of Life.